# Yolande Ambiana
Yolande Ambiana est une artiste camerounaise.

## Discographie
Elle est la révélation du Grand Prix découvertes RFI de l'année 1988 pour son titre Kundé, produit par Roger Nkembe Pesauk.

## Vie privée
Yolande Ambiana est l'ex épouse de Charles Tchoungang, avec qui elle a eu 3 enfants.